# Uversnatten
Der Uversnatten (norwegisch für Schlechtwetternacht) ist ein kleiner Felsvorsprung im ostantarktischen Königin-Maud-Land. Am südlichen Ende des Borg-Massivs ragt er 1,5 km westlich des Huldreslottet auf.
Norwegische Kartographen, die ihn auch benannten, kartierten ihn anhand von Luftaufnahmen und Vermessungen der Norwegisch-Britisch-Schwedischen Antarktisexpedition (1949–1952).